# Det Norske Veritas
Det Norske Veritas, som förkortas DNV, är ett norskt företag som verkar i klassning av fartyg och certifiering av bland annat ledningssystemen ISO 9001, ISO 14001, BF9K och OHSAS 18001. Företaget är ett världsledande klassningssällskap, grundat 1864. Förutom att arbeta med fartyg har man konsultverksamhet inom industri- och energibranscherna.
DNV består av fem affärsområden: Maritime, Oil and Gas, Business Assurance, Energy och Software.
Huvudkontoret ligger i Høvik i Bærum kommun i Norge.